# Platforma Cotmeana
Plarforma Cotmeana, cunoscută și sub denumirea de podișul Cotmeana este o subunitate a podișului Getic. Este delimitată de către Argeș la est, care o desparte de Platforma Argeșului, Olt la vest, care o delimitează față de Platforma Oltețului. 

La nord, față de Subcarpații Getici, pe o parte limita este dată de valea Topologului, iar spre sud, contactul cu Câmpia Română este aproape insesizabil, fapt datorat culmilor care coboară lin spre unitatea de câmpie.
Altimetric, scade de la înălțimi de peste 500 m în nord, la 200 m în partea de sud.